# Chelonus brevioculatus
Chelonus brevioculatus är en stekelart som först beskrevs av Vladimir Ivanovich Tobias 2000.  Chelonus brevioculatus ingår i släktet Chelonus och familjen bracksteklar. Inga underarter finns listade i Catalogue of Life.